# Joseph Decaisne
Joseph Decaisne (Bruxelles, 7 marzo 1807 – Parigi, 8 febbraio 1882) è stato un naturalista belga.

## Biografia
Sebbene fosse belga di nascita, esercitò la sua attività esclusivamente in Francia a Parigi, dove ottenne un posto come addetto ai giardini del Museo di storia naturale.
Nel corso degli anni studiò a fondo la variabilità e l'origine di numerose specie di piante coltivate.
Fu un prolifico scrittore di testi scientifici lasciandoci tra le altre l'opera in 7 volumi Le jardin fruitier du Museum e con la collaborazione di Le Mahout il Traité général de botanique.
Il 14 giugno 1857divenne socio dell'Accademia delle scienze di Torino.